# Rovereto
Rovereto este o comună din provincia Trento, regiunea Trentino-Alto Adige, Italia, cu o populație de 39.809 locuitori (1 ianuarie 2023) și o suprafață de 50,99 km².

## Demografie
Rovereto - evoluția demografică

|  | Graficele sunt indisponibile din cauza unor probleme tehnice. Mai multe informații se găsesc la Phabricator și la wiki-ul MediaWiki. |

Date: Recensăminte sau birourile de statistică - grafică realizată de Wikipedia

## Personalități
- Alice Rachele Arlanch (n. 1995), Miss Italia 2017;
- Davide Bais (n. 1998), ciclist.